# Pietro Toselli
Pour les articles homonymes, voir Toselli.
Pietro Toselli (Peveragno, 22 décembre 1856 - Amba Alagi, 7 décembre 1895) était un militaire italien, major (maggiore) de l'armée royale (Regio Esercito) qui a perdu la vie pendant le conflit italo-éthiopien (Guerre d'Abyssinie) en combattant l'armée du Négus Ménélik II pour défendre le poste italien sur le plateau d'Amba Alagi.

## Contexte
L'Italie était entrée en Érythrée en 1885 en occupant Massaoua. Deux ans plus tard, elle avait soutenu l'accession au trône de l'empereur (Négus) Ménélik II et avait conclu un traité avec lui, le traité de Wouchalé, une forme de collaboration mutuelle. Mais il y avait une composante politique qui aspirait à l'occupation de l'Abyssinie pour former une colonie, et naturellement ce courant s'est heurté aux dirigeants indigènes du pays africain. En décembre 1894, l'un des plus anciens chefs abyssins des bandes italiennes, Bathà Agos, s'est soudainement rebellé et s'est proclamé Ras indépendant de sa propre province.
Le gouverneur de la colonie érythréenne, le général Oreste Baratieri, commandant du corps des troupes coloniales royales africaines, donne l'ordre au major (maggiore) Pietro Toselli de marcher contre le rebelle, qui est rapidement vaincu. La rébellion est fomentée par le Ras Mengesha qui, revenu au pouvoir au Tigré en mai 1894, non seulement ne répond pas à la sommation de Baratieri de livrer les rebelles qui se sont réfugiés dans la région qu'il dirige, mais n'envoie pas non plus aux Italiens les troupes qu'il a promises pour participer aux opérations militaires contre les Derviches à la frontière avec le Soudan anglo-égyptien. Au contraire, en janvier 1895, allié au Ras de Scirè, Mengesha se dirige vers les frontières de la colonie italienne avec environ 10 000 hommes armés de plus de 7 000 fusils.
Le 12 janvier, sur les hauteurs de Coatit, les forces italiennes, commandées par Baratieri, affrontent les forces de Mengesha et, après une âpre bataille de deux jours, les repoussent en désordre. La déroute de l'armée Ras est achevée le 14 lorsque les restes de l'armée ennemie sont surpris dans le bassin de Senafé et décimés par la lourde canonnade des Italiens. Le Ras Mengesha voulait alors conclure des accords de paix, mais Baratieri n'était pas d'accord et se rendit dans la ville d'Adoua. La réponse du Ras est imminente : confiant dans sa force et dans l'aide du Negus Menelik II, il part avec 4 000 hommes pour Adigrat.
La contre-attaque de Baratieri est tout aussi efficace : avec une armée de 4 200 hommes, il se dirige vers Adigrat entre le 25 et le 26 mars 1895. Entre-temps, le Ras Mengesha s'est retiré à Macallé, une ville qui a ensuite été occupée par Baratieri. Le 9 octobre 1895, la quasi-totalité de l'armée abyssine se trouvait sur les hauteurs d'Antalò, près de Debra Ailà, mais le Ras Mengesha, ayant appris l'avance des Italiens, s'était retiré vers le lac Ascianghi avec le gros des troupes, laissant environ 1 300 Tigréens à Debra Ailà pour protéger la retraite. Le 13 octobre, le gouverneur Baratieri envoie le général Giuseppe Arimondi avec trois bataillons autochtones et une batterie d'Italiens à Amba Alagi pour capturer le Ras Mengesha, mais celui-ci continue de fuir et le plateau est donc occupé par les Italiens. Le 16 octobre 1895, le général Arimondi se voit confier le territoire au sud de Mareb-Belesa-Muna et le commandement de toutes les troupes qui y sont stationnées, tandis que Baratieri retourne à Massaoua, l'avance étant terminée.

## La bataille d'Amba Alagi

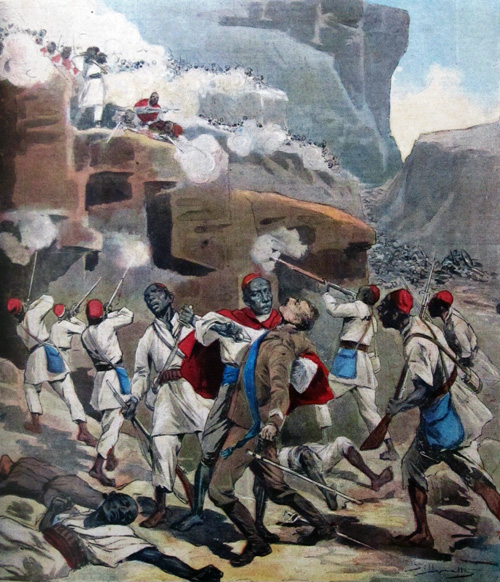
La mort héroïque du Major Toselli.

Le Négus Ménélik II lui-même entre en guerre pour dénoncer l'occupation italienne indue du Tigré, un territoire que le traité de Wouchalé attribuait à l'Éthiopie. Ayant fait des réserves de nourriture, de bétail, d'armes et de munitions, Ménélik II a rassemblé une immense force pour marcher contre la colonie italienne. Au printemps 1895, son armée est prête, mais l'avance est reportée à l'automne, lorsque la grande saison des pluies sera terminée. Début novembre, l'armée abyssinienne, forte de 100 000 hommes, est divisée en deux sections : une au nord du lac Ashenge sous le commandement de Ras Mekonnen (30 000 hommes) et une au sud sous le commandement de Ménélik II lui-même (70 000 hommes).
Les forces de la colonne italienne, largement inférieure, étaient également divisées en deux noyaux principaux : 5 000 hommes étaient stationnés à Adigrat et le même nombre se trouvait à Macallé sous le commandement du général Arimondi. À cette époque, les troupes éthiopiennes se concentraient près du lac Ashenge. Le 16 novembre, le général Arimondi a donc envoyé la compagnie du capitaine Salvatore Persico du 3e bataillon indigène, dirigée par le major Pietro Toselli, à Amba Alagi. Ce dernier a quitté Macallé le 24 novembre pour rejoindre Amba Alagi, mais en chemin il a appris que l'ennemi était proche. Pendant ce temps, Baratieri a envoyé des renforts à Arimondi. Le 1er décembre, Toselli se replie sur Atzalà et demande des renforts à Arimondi, car il est en position la plus avancée et doit donc affronter l'ennemi en premier. Arimondi, cependant, ne lui envoie pas d'aide sur ordre de Baratieri, qui juge plus approprié que les forces restent près de Macallé.
Toselli n'a pas reçu le message d'avertissement et a attendu en vain les secours qui étaient censés arriver le 6 décembre. Le général Arimondi tente d'aider Toselli en allant jusqu'à Afagol et en maintenant en même temps une forte protection sur Macallé, mais une fois de plus Toselli ne reçoit pas les nouvelles. Le major Toselli disposait de 4 canons et de 2 350 fusils. Anticipant une attaque ennemie le 7, le soir du 6 décembre, il organisa ses troupes pour défendre Amba Alagi. Les troupes de Ras Mekonnen attaquent dans la matinée, comme prévu par Toselli, qui, incapable de maintenir un front très large en raison de l'énorme infériorité numérique, ordonne à sa compagnie de se replier derrière Amba Alagi, en attendant toujours l'arrivée du général Arimondi.
À 12h40, ayant perdu tout espoir de recevoir du secours et étant assaillis par l'ennemi, Toselli et ses hommes opposèrent une résistance inhumaine à l'armée abyssine et finalement, voyant que la défense était maintenant intenable, ils ordonnèrent la retraite. Il est lui-même tombé ce jour-là près de l'église de Bet Miriam. Dix-huit officiers et environ 2 000 soldats sont tombés avec lui dans cette résistance acharnée. Quelques centaines de survivants d'Amba Alagi, conduits par les lieutenants Pagella et Bodrero, arrivent vers 16h30 à Aderà, où le général Arimondi était arrivé peu avant avec deux compagnies. Mais à ce moment précis, il est attaqué par une forte colonne ennemie. Arimondi, réunissant les survivants, réussit à se replier vers Macallé, où il arrive à l'aube du lendemain, 8 décembre 1895.

## Le geste de Toselli
En ce 7 décembre 1895, la résistance est acharnée et dure des premières lueurs du jour jusqu'au coucher du soleil. Les Abyssins étaient largement inférieurs en nombre et il n'y avait aucun espoir de recevoir des renforts en raison de la prétendue rivalité entre les généraux Oreste Baratieri et Giuseppe Arimondi. Toselli, lorsqu'il vit que tout était perdu, ordonna la retraite des survivants par étapes. Il est le dernier à descendre du plateau, miraculeusement indemne.
A l'insistance de ses officiers pour qu'il pense à se sauver lui-même, il répond : « Non ! En fait, je vais faire demi-tour et les laisser faire ! ». Il s'est assis sur un rocher pour regarder les armées adverses arriver. Au début, les Abyssins ont cessé de tirer, admirant le courage de l'officier, mais les tirs ont repris et Toselli a été criblé de balles.

## Patrimoine culturel

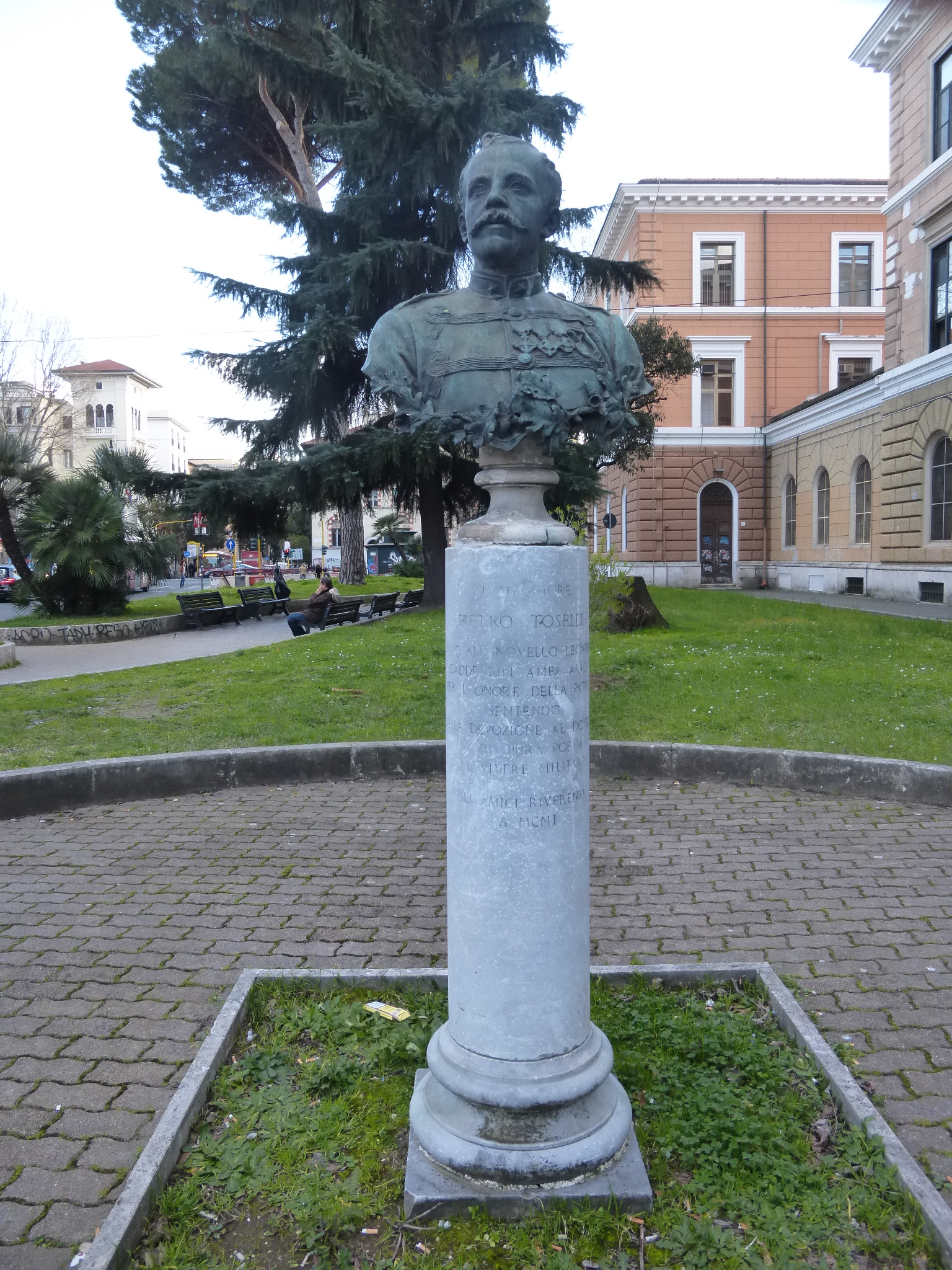
Rome, buste à la mémoire de Toselli à l'entrée de la caserne Nazario Sauro

Des places et des rues dans toute l'Italie ont été dédiées à la mémoire de Pietro Toselli. Des plaques et des monuments ont également été érigés à la mémoire du héros d'Amba Alagi.
À Rutigliano, dans la province de Bari, dans le quartier densément peuplé de Fracasso (en argot, "Sott a Fragass"), le major Pietro Toselli se voit attribuer le nom de la Via Toselli, deuxième en importance dans le même quartier après la Via Elsa.
Dans son Peveragno natal, un monument du sculpteur Ettore Ximenes a été inauguré en l'honneur de Toselli en 1899. Dans la petite commune piémontaise, il existe également un musée consacré à la mémoire du major Toselli.
À Rome, un buste à sa mémoire se trouve Via Lepanto, érigé en 1901 à l'entrée de la caserne Nazario Sauro.
À Torre Annunziata, la rue du même nom adjacente à la Real Fabbrica d'Armi, où Pietro Toselli a servi comme capitaine, porte son nom.
Une rue de Ceglie Messapica (Brindisi), dans un quartier résidentiel proche du centre ville, porte également le nom du major Toselli.

## Décorations
Médaille d'or de la valeur militaire
Se retrouvant avec seulement 1 880 hommes face à 20 000 ou 25 000 ennemis, il s'est battu avec acharnement pendant six heures et, au prix du sacrifice héroïque de sa propre vie et de celle de presque tout son détachement, il a causé d'énormes pertes à l'ennemi, ce qui a effectivement retardé l'avance. Amba Alagi, le 7 décembre 1895.
 Chevalier de l'Ordre des Saints-Maurice-et-Lazare
 Chevalier de l'Ordre de la Couronne d'Italie

## Réactions du gouvernement italien
Le chef du gouvernement, Francesco Crispi, confronté aux critiques de nombreux parlementaires qui invoquent l'inutilité de la politique coloniale italienne, rappelle que la Chambre a approuvé à deux reprises la politique du gouvernement. Ses mots étaient :

« Le fait d'Amba Alagi est l'un des épisodes inévitables de toutes les guerres coloniales. Le gouvernement ne peut être accusé de négligence parce qu'il a donné plus que ce qu'Oreste Baratieri avait demandé. Je me prosterne, et nous nous prosternons tous devant les morts d'Amba Alagi. Nous admirons tous la vaillance italienne et la splendide figure de ce Toselli qui, désespérant de pouvoir vaincre, voulut mourir... Il n'y a personne, ni à droite ni à gauche, qui n'ait ce sentiment : et l'ayant, c'est pour venger les morts et rétablir ce prestige que l'Italie doit toujours porter haut, que nous prendrons les mesures que nous croirons nécessaires à cet effet ; et la Chambre rendra justice. »

## Source
- (it) Cet article est partiellement ou en totalité issu de l’article de Wikipédia en italien intitulé « Pietro Toselli » (voir la liste des auteurs).